# František Antonín Špork
Le comte František Antonín Špork (allemand : Franz Anton Reichsgraf von Sporck) est un aristocrate de Bohême, comte, qui a fait construire de 1693 à 1721 une station thermale réputée, celle de Kuks, site du district de Trutnov sur les rives de l'Elbe (actuellement en République tchèque). Le complexe, exemple très abouti de l'architecture baroque, comprend un château, des bains, un hôpital et une église. František Antonín Špork était un lettré germanophone et un mécène qui vivait dans la province de Bohême, dans l'actuelle République tchèque. Il fut l'une des figures culturelles et intellectuelles les plus remarquables d'Europe centrale au début du XVIIIe siècle.
Le français a hérité de son nom (prononcé chpork) une interjection éponyme peu fréquente.

## Biographie
Né l'aîné des quatre enfants du général cavalier et comte impérial Johann von Sporck et de sa deuxième épouse Eleonore Maria von Fineke (de), František Antonín Špork a eu les meilleures conditions possibles pour une vie tranquille et sans soucis. Son père était né dans des circonstances plutôt modestes en Westphalie, mais il avait été récompensé généreusement pour ses qualités de chef militaire au service de la dynastie des Habsbourg pendant la guerre de Trente Ans. Les empereurs Habsbourg avaient l'habitude de récompenser leurs favoris avec des terres confisquées aux nobles protestants de Bohême qui avaient refusé de se convertir au catholicisme après la défaite des États de Bohême à la bataille de la Montagne Blanche en 1620. Le père du comte Sporck était l'archétype de ce type de favori, d'abord anobli avec le rang de baron en 1647, puis de comte impérial en 1664. Il reçut de vastes terres en Bohême dont le comte Sporck héritera plus tard. Typique de la noblesse catholique germanisée de Bohême de son époque, le comte Sporck se considérait comme ethniquement allemand et ne manifestait que peu d'intérêt pour la culture tchèque. Le jeune František Antonín Špork fréquenta l'école de Sibiu (Heřmanův Městec) et, à l'âge de huit ans, il commença à suivre des cours de l'école latine chez les Jésuites à Kuttenberg, non loin du domaine de Sporck à Maleschau. En 1675, il suivit des cours de philosophie et de droit à l'Université Karl Ferdinand (de), au Clementinum de Prague. Il obtient son diplôme en 1678, à l'âge de seize ans. Lorsque son père Johann von Sporck mourut en 1679, il n'avait pas encore atteint sa majorité. Ce n'est qu'en 1684 qu'il put reprendre une partie de son patrimoine. Celui-ci se composait des seigneuries de Lissa, Maleschau, Konojedy (district de Litoměřice, Ústecký kraj) et Gradlitz (district de Trutnov). C'est sur ce dernier domaine, dans le nord-est de la Bohême, qu'il construisit plus tard sa propre résidence. Il a également hérité du palais familial à Prague et d'une somme d'argent considérable.
Auparavant, en 1680 et 1681, il avait entrepris un Grand Tour à travers l'Europe, comme c'était la coutume pour les jeunes nobles de l'époque. Il se rendit en Italie et resta longtemps à Rome. Après avoir traversé Turin et le sud de la France, il arriva à Madrid en Espagne. Il est resté quelque temps à Paris, puis est retourné en Bohême via Londres, La Haye et Bruxelles. Au printemps 1682, il se rendit une deuxième fois à Paris.
En 1687, Sporck épousa la baronne Franziska Apollonia Reichsfreiin von Swéerts-Reist, âgée de vingt ans, fille du baron Franz Johann von Sweerts-Reist (1613-1700), membre d'une famille noble de Silésie originaire de Bruxelles, avec laquelle il vécut un mariage heureux pendant près de quarante ans, tandis que son beau-frère Franz Karl Freiherr von Swéerts-Reist épousa la sœur cadette du comte, Maria Sabina. La fille aînée de Sporck, la comtesse Maria Eleonora (née le 13 juillet 1687 ; décédée le 29 janvier 1717), rejoignit l'ordre des Clarisses après une liaison avec le comte Kinsky ; son père installa à cet effet un couvent dans le château Gradlitz, où elle mourut en 1717 à l'âge de trente ans, chanoinesse de l'église de l'Annonciation de la Vierge Marie à Uherské Hradiště. Sa fille cadette, la comtesse Anna Katharina (1689-1754), épousa en 1712 Franz Karl Rudolph von Swéerts-Sporck, avec lequel elle eut deux enfants. Son fils, le comte Johann Franz Anton Joseph Adam (né en 1699), ne survécut pas à l'enfance.
Le comte Sporck passe une grande partie de sa vie d'adulte à améliorer et à agrandir ses domaines et à participer aux affaires publiques. Au début des années 1690, il se voit attribuer un certain nombre de fonctions impériales prestigieuses ; depuis 1690, le comte occupait la fonction honorifique de commissaire (Kämmerer) et depuis 1692, il était conseiller privé effectif (de) (Wirklicher Geheimer Rat). En 1691, le comte, alors âgé de 29 ans, fut nommé gouverneur par l'empereur Léopold Ier. Son titre de Statthalter, qui indique simplement qu'il siégeait au Statthalterei, un comité de nobles qui faisait office de plus haute autorité civile locale dans la province de Bohême à l'époque, a prêté à confusion dans la littérature anglophone. En tant que collège suprême du pays, la Statthalterei dirigeait le gouvernement « à la place et au nom » du roi. Elle interrompit son activité pendant le séjour du monarque dans le pays. Mais Sporck n'attachait aucune importance à ces choses et préférait se consacrer à d'autres activités comme la chasse. En 1695, il a fondé une société de chasse réputée, l'Ordre de Saint-Hubert.

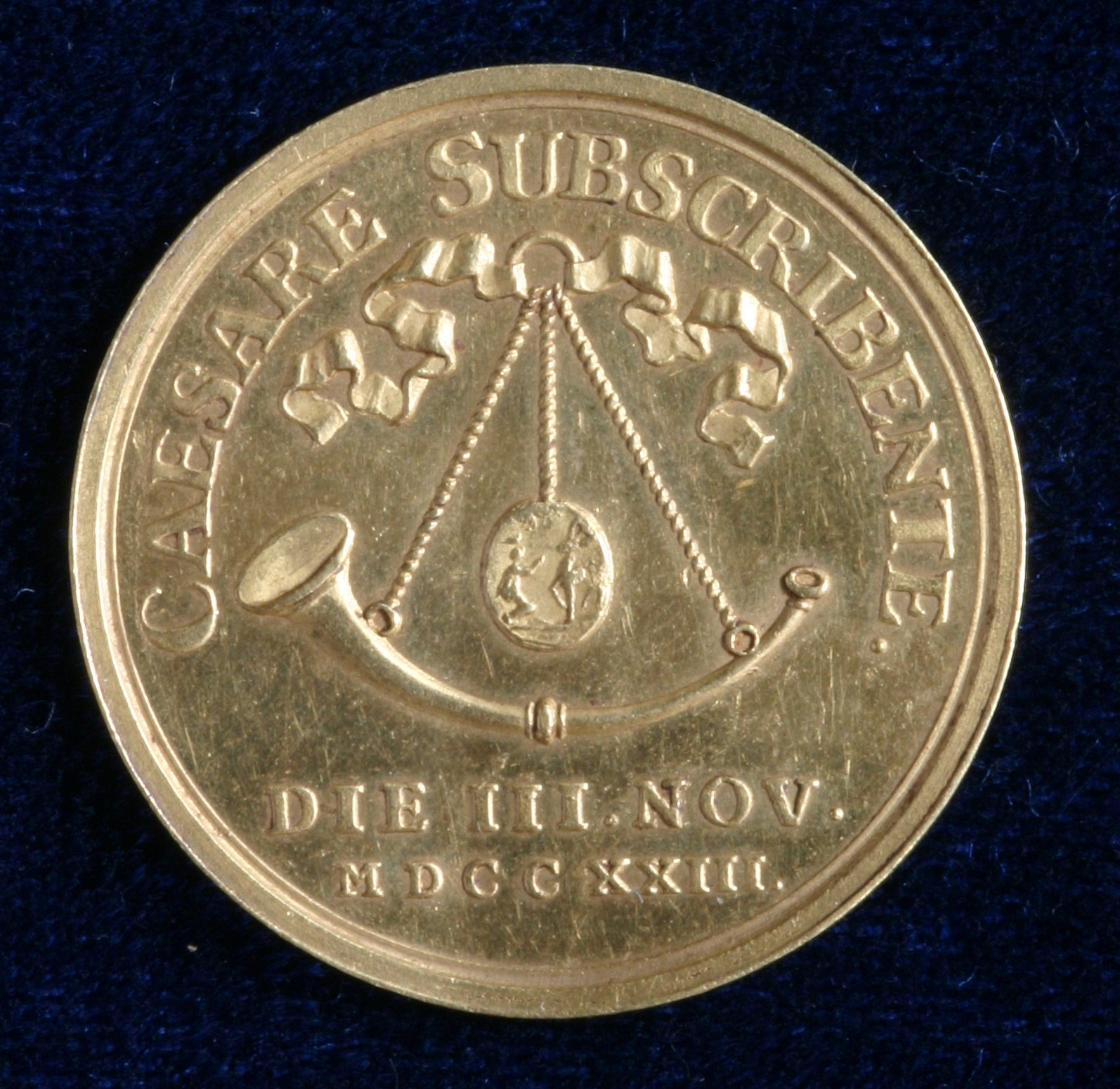
Médaile de l'Ordre de Saint-Hubert (recto, 1723).

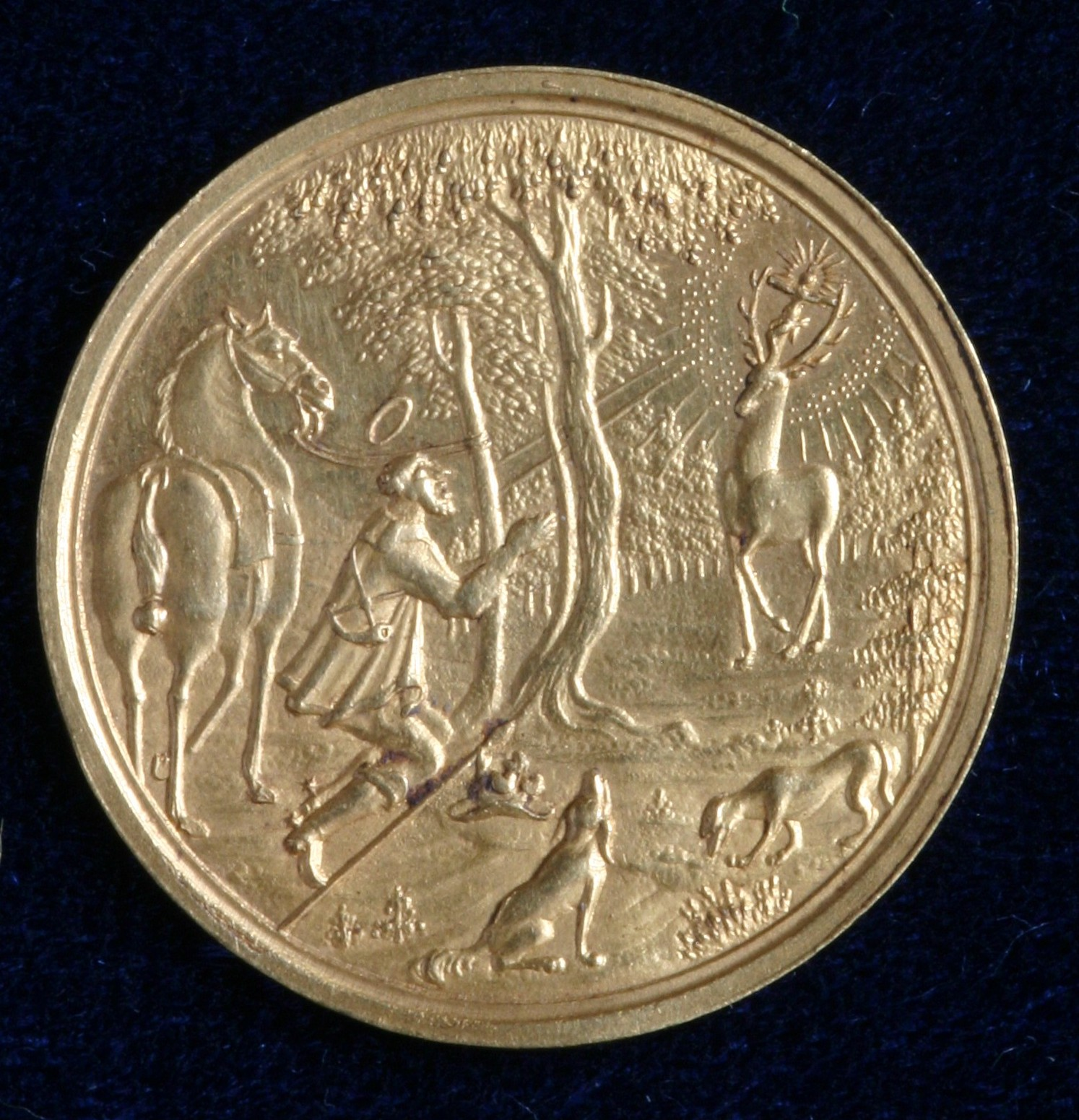
Verso de la médaille.

En 1694, le médecin pragois J. F. Love confirma les propriétés curatives de la source qui jaillissait sur la rive gauche de l'Elbe dans la pittoresque vallée non loin de Gradlitz, au sud du domaine. C'est là que Sporck fit construire les bains de Kuks ; il chargea l'architecte Giovanni Battista Alliprandi de la conception générale, du projet et de la réalisation, et engagea Giovanni Pietro della Torre (de) pour les travaux de taille de pierre - un exemple typique de la popularité des maîtres d'œuvre italiens dans la monarchie des Habsbourg. Les bains et un château furent construits sur la rive gauche, tandis que sur la rive droite, sur la colline, fut érigé un hospice de bienfaisance avec l'église de la Très Sainte Trinité pour les anciens combattants ou les vieux domestiques, pour lesquels il créa une fondation. Il ne faut pas non plus oublier le grand sculpteur Matthias Bernhard Braun, qui a réalisé ici quelques-unes de ses meilleures œuvres afin d'embellir le parc de Kuks.
En 1718, le comte Sporck adopte le mari de sa fille cadette Anna Katherina, Franz Karl Rudolph von Swéerts zu Reist, qui hérite des domaines Sporck, prenant le nom de Swéerts-Sporck.
Les intérêts intellectuels du comte Sporck l'amènent à fonder une branche de la franc-maçonnerie en Bohême, mais ils ont aussi pour effet d'éveiller les soupçons des autorités ecclésiastiques des Habsbourg pour son flirt avec la philosophie janséniste et la polémique anti-jésuitique. En 1729, sur ordre de l'empereur Charles VI, toute sa collection de livres est saisie pour enquête et lui-même est provisoirement arrêté. En 1734, après de nombreuses manœuvres politiques et d'importantes dépenses d'argent, il est innocenté, mais il ne s'en remettra jamais sur le plan émotionnel. Il passa les quatre dernières années de sa vie dans une retraite paisible.
Le comte von Sporck est mort à Lysá nad Labem peu après son 76e anniversaire.

### Religion
Comme peu de nobles de son époque, il publia dans son imprimerie privée de nombreux écrits pour diffuser ses opinions, probablement environ 150 traités religieux et philosophiques. Il s'agissait en partie de traductions d'originaux français, fournies entre autres par sa fille Anna Katharina (née en 1689). Sporck avait en outre son propre atelier de gravure, dans lequel travaillaient Johann Daniel, le fils du graveur Joseph de Montalegre de Nuremberg, et l'ancien apprenti et second mari de la veuve Montalegre, Michael Heinrich Rentz (de). La riche vie sociale de Sporck comprenait également la visite de plusieurs éminents savants allemands.
Son vif intérêt pour la théologie et la religion devait valoir au comte les heures les plus sombres de sa vie, causées par la censure, la répression et l'usage rigoureux de la force. Celles-ci étaient aux mains des jésuites au début du XVIIIe siècle, ce qui fut confirmé en 1715 par une ordonnance gouvernementale condamnant à la fois la publication et la diffusion de tout livre, tract ou image satirique. Ainsi, en 1729, le jésuite Antonín Koniáš publia un index bibliographique des livres hérétiques, qui servait de directive lors de la fouille des bibliothèques privées. Ces livres « hérétiques » ont été confisqués et remplacés en partie par des titres catholiques. Les officines non autorisées devaient être fermées. Les presses d'imprimerie ne pouvaient être exploitées que dans les villes universitaires et dans les lieux disposant d'une administration supérieure. Malgré cela, de grandes quantités de titres non autorisés en tchèque et en allemand furent introduites en contrebande en Bohême. Il s'agissait le plus souvent de publications religieuses imprimées dans les villes frontalières allemandes Zittau et Pirna.
Le comte de Sporck s'intéressait beaucoup au jansénisme et aux enseignements des théologiens non catholiques. Outre les travaux théologiques déjà mentionnés, il finança également l'impression de traités de médecine et de physique. L'officine de Sporck à Lissa ayant été fermée par les jésuites en 1712, il fit imprimer la plupart des titres en dehors de la Bohême. Ceux-ci furent ensuite introduits en contrebande dans le pays par différents moyens astucieux - en 1725, il fit même venir de Silésie toute une bibliothèque non catholique, bien que l'importation de cette littérature fût punie de mort.

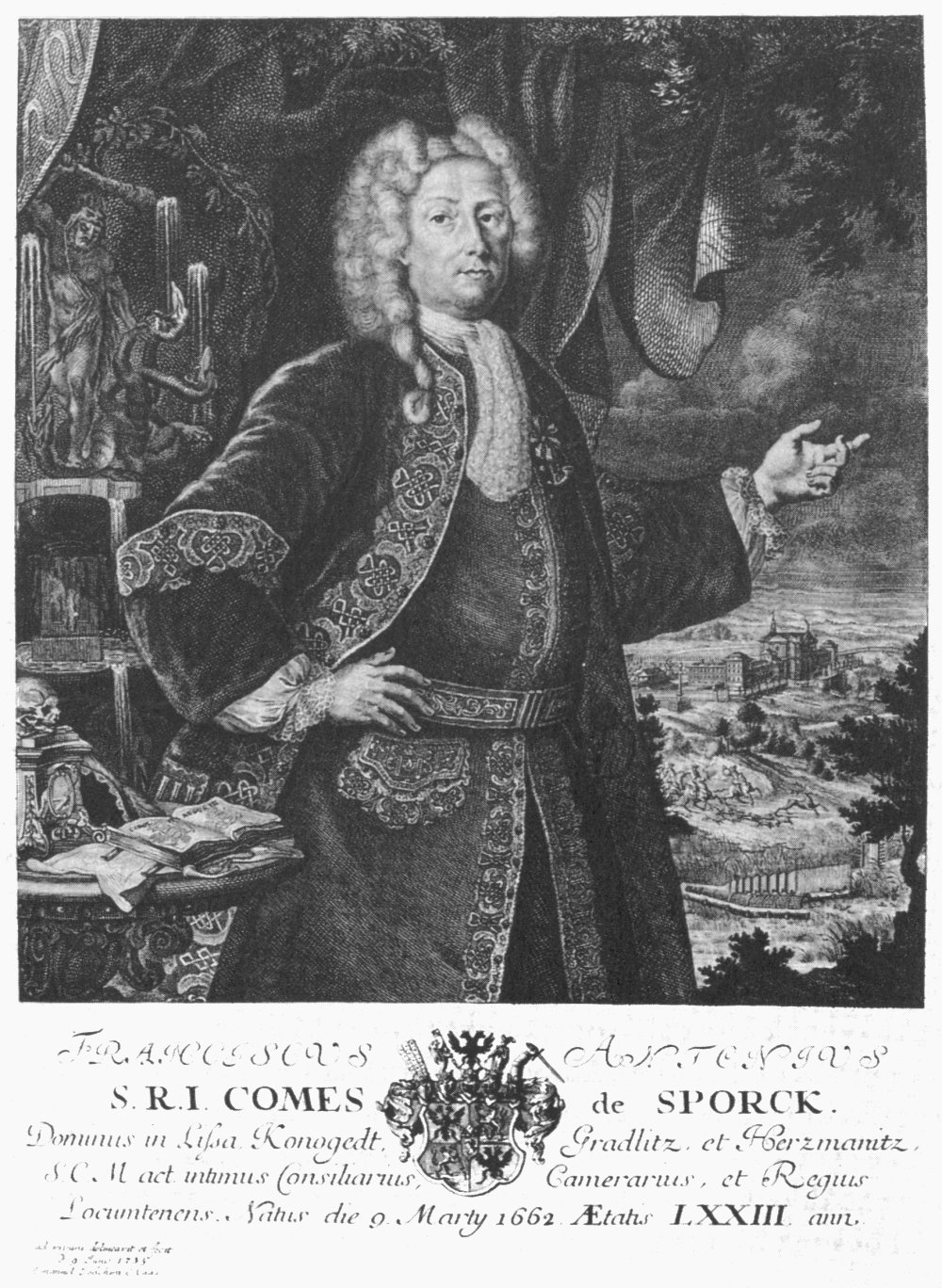
Gravure sur cuivre du comte F. A. Sporck de 1735

Le 26 juillet 1729, Kuks fut occupée par un détachement du régiment Carafa et Sporck reçut une lettre impériale autorisant la confiscation de tous ses livres. Sporck fut arrêté et emmené à Prague pour y être interrogé. La saisie et l'examen de sa bibliothèque de 30.000 volumes ne furent que le début d'un long procès au cours duquel Sporck fut finalement accusé d'hérésie et de sa propagation. La peine prévue était la perte de ses droits de propriété et de ses biens, une amende de 100.000 pièces d'or, la perte de ses livres et l'emprisonnement à vie sous haute surveillance. Cela lui fut toutefois épargné : le 13 mars 1733, Sporck fut condamné à une amende de 6000 pièces d'or et à la prise en charge des frais de justice pour ne pas avoir respecté l'interdiction impériale d'imprimer en contournant la censure.

### Intérêts musicaux
Trois aspects du mécénat musical rendent le comte Sporck remarquable aux yeux des mélomanes, tant à l'intérieur qu'à l'extérieur de la République tchèque : son introduction du cor en Bohême, sa fondation du premier théâtre d'opéra permanent dans les terres de Bohême et un certain lien avec le compositeur Johann Sebastian Bach qui manque encore d'éclaircissements.
La tradition du cor a été introduite en Bohême après que le comte Sporck a rapporté l'instrument d'une visite à la cour de Versailles au printemps 1681. Sa culture s'est répandue en Bohême jusqu'à ce que les cornistes de Bohême soient généralement reconnus comme les meilleurs d'Europe au XVIIIe siècle.
Le comte Sporck a longtemps parrainé des représentations théâtrales à Kuks et dans son palais de Prague, mais en 1724, il a autorisé une compagnie d'opéra italienne à se produire gratuitement dans son palais. Cette décision a été motivée par le couronnement de Charles VI à Prague en 1723, un événement accompagné de somptueuses productions d'opéra dans l'enceinte du château de Prague. Il fut reconnu que Prague devait avoir un théâtre permanent capable de présenter les divertissements "aristocratiques" de l'opéra, et le comte Sporck jugea bon d'encourager les efforts de l'impresario italien Antonio Maria Peruzzi en fondant le théâtre de Prague, puis Antonio Denzio, qui supplanta bientôt Peruzzi, en poursuivant les productions. Pendant quelques années, il y eut également des productions d'opéra à Kuks pendant les mois d'été. La compagnie Denzio réussit à attirer à Prague certains des chanteurs les plus en vue d'Italie et utilisa Antonio Vivaldi comme source de répertoire et de chanteurs. Vivaldi lui-même se rendit à Prague au début des années 1730 grâce à ses relations avec le théâtre Sporck. De nombreuses œuvres lyriques créatives ont été jouées pour la première fois au théâtre Sporck, y compris le premier opéra à utiliser les décors et les noms de personnages originaux de la tradition des dramatisations de Don Juan : l'opéra La pravità castigata (1730) avec des paroles d'Antonio Denzio et une musique principalement composée par Antonio Caldara. Le comte Sporck ne soutint pas financièrement la compagnie d'opéra, si ce n'est en permettant à l'impresario d'utiliser gratuitement le théâtre de son palais pragois, et il n'assista pas non plus aux représentations après la confiscation de sa bibliothèque en 1729. La noblesse pragoise se désintéresse peu à peu des productions de Denzio, sa compagnie subit de graves revers financiers et finit par s'effondrer dans la faillite en 1735, les appels à l'aide du comte Sporck étant rejetés avec mépris.
Le comte Sporck est connu pour avoir entretenu des liens avec le poète Picander à Leipzig, une personne bien connue de J.S. Bach, qui a mis en musique plusieurs de ses textes. Il est possible que ce lien ait incité Bach à essayer de cultiver le comte Sporck, qui s'intéressait passionnément à la poésie allemande et qui a même employé le poète Gottfried Benjamin Hancke de façon permanente comme membre de sa maison. La partition autographe du « Sanctus » de la Messe en si mineur de Bach contient une annotation indiquant qu'une copie a été envoyée au comte Sporck en Bohême. Dans la volumineuse correspondance du comte Sporck qui nous est parvenue, il n'y a aucune trace que ce geste ait été reconnu ou récompensé par un paiement à Bach. Il n'est pas non plus certain que les deux hommes se soient jamais rencontrés.